# Dégi István
Dégi István (Makó, 1935. augusztus 21. – Budapest, 1992. november 8.) kétszeres Jászai Mari-díjas magyar színművész, mélylélektani szerepeiben nyújtott alakításairól híres.

## Életpályája

A Scapin furfangjaiban (Rózsavölgyi Gyöngyi felvétele)

1952-ben kovácsnak állt, 3 évig dolgozott a Ganz Vagongyárban (1955-ig). 1955–1959 között végezte el a Színház- és Filmművészeti Főiskolát. 1959-ben Debrecenbe ment, a Csokonai Színházhoz. A Madách Színház tagja volt 1968–1976 között. A Miskolci Nemzeti Színházban 1979–1981 között volt társulati tag. Pályáját Budapesten folytatta, ahol volt szabadúszó, de szerepelt a Vígszínház, a Játékszín és a József Attila Színház társulatában is. A kecskeméti Katona József Színházban egy évad erejéig játszott. Színházi alkotásain kívül filmes szerepei tették népszerűvé, rendezőként is dolgozott.
A közhiedelemmel ellentétben, 1992-ben nem öngyilkosság vetett véget életének. Ezt a Dégi család többször ki is hangsúlyozta.
Művészetére a finom, mély lélektani ábrázolás volt a jellemző.

## Családja
Szülei: Dégi István és Inokai Erzsébet voltak. Testvére: Dégi László. Kóródy Ildikónak tőle született fia: Dégi János színész (1965). 1968-ban vette feleségül Schütz Ilát, gyermekük: Dégi Zsolt (1976).

## Színházi szerepeiből
- Shakespeare: Vízkereszt, vagy amit akartok (II. őr)
  - A makrancos hölgy (Tranio)
  - III. Richárd (Második gyilkos)
  - Macbeth (Donalbain, Duncan fia)
- Molière: Tartuffe (Orgon)
  - Scapin furfangjai (Scapin/Géronte)
  - Dandin úr (Lükeházy)
  - Kénytelen házasság (Győző, Ravaszdi fia)
- Csehov: Sirály (Trepljov/Medvegyenko, tanító)
- Tolsztoj: Háború és béke (Nyikolaj Rosztov gróf)
- Gorkij: Éjjeli menedékhely (Színész)
  - Nyaralók (Dudakov, doktor)
- Williams: Amíg összeszoknak (Ralph Bates)
- Miller: Pillantás a hídról (Rodolfo)
- Ibsen: Peer Gynt (Begriffenfeldt)
- Schiller: Ármány és szerelem (Wurm, a kancellár magántitkára)
- Szophoklész: Oidipusz király (Pásztor)
- Racine: A pereskedők (Kendmegh, bíró)
- Brecht: A szecsuáni jólélek (Vang, vízárus)
  - Jó embert keresünk (Lin To, asztalos)
- G. B. Shaw: Brassbound kapitány megtérése (Drinkwater)
  - Szent Johanna (Dauphin)
- Godoni: A hazug (Pantalone, velencei kereskedő)
- Mrozek: Bűbájos éj (Kedves kartárs)
- Katona: Bánk bán (Tiborc)
- Madách: Csák végnapjai (Miklós)
- Heltai: A néma levente (Öreg pap)
- Móricz: A murányi kaland (Nagy János)
- Bródy: A fejedelem (Tanító)
- Tamási Áron: Énekes madár (Móka, fiatal legény)
  - Csalóka szivárvány (Homály Szilveszter, öreg csavargó)
- Németh: Colbert (Balaize, könyvtáros)
  - Bodnárné (Id. Bodnár János)
- Karinthy Ferenc: Szellemidézés (Dezső)
- Gyurkovics Tibor: Estére meghalsz (Sandi)
- Szakonyi: Ördöghegy (Prédikátor)
- Hubay: Tüzet viszek (Valér)
- Hubay - Vas - Ránki: Egy szerelem három éjszakája (Viktor)
- Ábrahám - Grünwald: Bál a Savoyban (Celestin Fourment, ügyvéd)
- Deval - Szenes: Potyautas (Raoul)
- Nagy Endre: A miniszterelnök (Ügynök)
- Tabi: A nagy mutatvány (Karcsi)
  - Különleges világnap (Tibor, Baranyiék fia)
- Kállai: Az igazság házhoz jön (Fiú)
- Bíró: Sárga liliom (A főherceg)
- Polgár András: A szembesítés eredménytelen (Védő)
- Bereményi: Halmi, vagy a tékozló fiú (Apa)
- Müller Péter: Márta (Misi, Márta fia)

## Filmográfiája

### Játékfilmek
- Égrenyíló ablak (1959) – Nagyfülű
- Eljegyzés (1959, rövid játékfilm) – Munkás II.
- Gyalog a mennyországba (1959) – Színinövendék II.
- Szerelem csütörtök (1959)
- Sikátor (1966) – Tóth Feri
- Fiúk a térről (1967) – Vallató
- Lássátok feleim (1967) – Juhász, szobrász
- Bűnös a közöny (1968, rövid játékfilm)
- Különös melódia (1968, rövid játékfilm)
- Imposztorok (1969) – Angelicus páter
- Isten hozta, őrnagy úr! (1969) – Gyuri atyus, a postás
- Krebsz, az isten (1969) – A központ munkatársa III.
- Sziget a szárazföldön (1969) – Fiatal férj
- A halhatatlan légiós, akit csak péhovárdnak hívtak (1970) – Kratochwill
- N.N., a halál angyala (1970) – Vári Elemér főhadnagy
- Szép magyar komédia (1970)
- Utazás a koponyám körül (1970) – Író II.
- Hahó, Öcsi! (1971) – Bölcs III.
- Kapaszkodj a fellegekbe! 1-2. (1971) – Börtönpap
- A magyar ugaron (1972) – Nyomozó
- A vőlegény nyolckor érkezik (1972) – Géza
- Hekus lettem (1972) – Payer Henrik
- Kakuk Marci (1973) – Csurinyák Ferenc
- Jelbeszéd (1974) – Varga
- Alfa (1975, rövid játékfilm) – Nagyságosúr
- A kard (1976) – Szakértő
- Az ötödik pecsét (1976) – Keszei Károly
- Tótágas (1976) – Szülő
- Tükörképek (1976) – Egy ápolt
- A csillagszemű 1-2. (1977) – Orbán
- Amerikai cigaretta (1977) – Szerkesztőségi tag
- Kojak Budapesten (1980) – Útmélyítő vállalat munkatársa
- Egymásra nézve (1982)
- Rohanj velem! (1982) – Karcsi bácsi, a pszichológus
- Vérszerződés (1983) – Kukler százados
- Az óriás (1984)
- A nagy generáció (1985)
- Akli Miklós (1986) – Támadó
- Elysium (1986)
- Szamárköhögés (1986) – Pedellus
- Hanussen (1988)
- Küldetés Evianba (1988) – Steiner
- Erózió (1991) – Nagypapa (hangja: Kun Vilmos)
- Halálutak és angyalok (1991) – Árpi

### Tévéfilmek, televíziós sorozatok
- Családfő (1958) – Gyurka
- Fáklyaláng (1962) – Andorás, közhuszár
- Mélyrétegben (1967)
- Mocorgó (1967) – Blüweiss
- A kormányzó (1968)
- Bors I. (1968) – Anarchista generális
- Sárga rózsa (1968) – Famulus
- A 0416-os szökevény (1969) – FBI ügynök III.
- A fejedelem (1969)
- A revizor (1969) – Hlesztakov, pétervári hivatalnok
- Az ember tragédiája (1969)
- Volt egyszer egy borbély (1969)
- A hasonmás (1970)
- Beismerő vallomás (1970)
- Kéktiszta szerelem (1970)
- Mindannyiotok lelkiismerete megnyugodhat… (1970)
- A gyáva (1971) – A taxis
- A vasrács (1971) – Az örmény
- Egy óra múlva itt vagyok (1971) – Lehner Mitics
- Széchenyi meggyilkoltatása (1971)
- Vendég az esküvőn (1971)
- A fekete Mercedes utasai (1972)
- A lámpás (1972) – Guttmann
- György barát (1972) – Fráter Paulus
- Széplányok sisakban (1972)
- A hőspincér (1973)
- A vízimalom (1973)
- És mégis mozog a föld 1-3. (1973) – Bíróczy
- Szép maszkok (1973) – Tarpataki Komoróczy Gergely báró
- Napok a 365-ből (1974)
- A méla Tempefői (1976) – Músai
- L'autre rive (1976) – Le douanier
- Második otthonunk – 1. rész: A bíróság (1976)
- Megtörtént bűnügyek 4-5. (1976) – Bordás főhadnagy
- A hallgatás ára (1977)
- A szerelem bolondjai (1977)
- Vámhatár (1977)
- Zokogó majom (1978) – Bárány Lajos
- Székács a köbön (1979)
- Apród voltam Mátyás udvarában (1980)
- Optimisták 1-5. (1981) – Eblinger Dénes
- Macbeth (1982)
- Tanúkihallgatás (1982)
- Varázstoll (1982)
- Víkendszerelem (1982)
- Napos oldal (1983)
- Az utolsó futam (1983) – Tojásos Frédi
- Fekete császár (1983)
- Holt lelkek (1983)[7] – Nozdrjov
- Mint oldott kéve 1-7. (1983)
- Szálka hal nélkül 1-6. (1983)
- Kismaszat és a Gézengúzok (1984) – Hajdú
- Postarablók (1984) – Markulik elvtárs
- Rafinált bűnösök (1984)[8] – Huriek úr
- Májdír emlékiratai (1985)
- A komáromi fiú (1987)
- A varázsló álma (1987) – Klemmitzky
- Halottak gyertyafényben (1987)
- Micike és az Angyalok (1987) – A macskásember
- Hét akasztott (1989)
- A Vipera (1990)

## Szinkronszerepei

### Filmek
| Év   | Cím                                                | Szereplő                         | Színész                  | Szinkron év |
| ---- | -------------------------------------------------- | -------------------------------- | ------------------------ | ----------- |
| 1938 | A pék felesége                                     | Plébános                         | Robert Vattier           | 1972        |
| 1948 | Nincs irgalom                                      | Pier Luigi                       | Pierre Claudé            | 1974        |
| 1957 | Cabiria éjszakái                                   | Oscar D’Onofrio                  | François Périer          | 1972        |
| 1960 | Lőj a zongoristára!                                | Charlie Kohler / Edouard Saroyan | Charles Aznavour         | 1974        |
| 1960 | Rómában éjszaka volt (1. magyar szinkron)          | Von Kleist báró                  | Hannes Messemer          | 1975        |
| 1966 | A kivégzés                                         | Reindl                           | Kurt Sowinetz            | 1974        |
| 1968 | A csendőr 3.: A csendőr nősül (1. magyar szinkron) | Tricard csendőr                  | Michel Modo              | 1969        |
| 1968 | Lopott csókok (1. magyar szinkron)                 | Georges Tabard                   | Michael Lonsdale         | 1976        |
| 1968 | Szeszélyes nyár                                    | Arnostek                         | Jiří Menzel              | 1969        |
| 1969 | A lovakat lelövik, ugye?                           | Harry Klien, tengerész           | Red Buttons              | 1980        |
| 1969 | Ragyogj, ragyogj, csillagom!                       | Vlagyimir Mokiszin               | Oleg Tabakov             | 1970        |
| 1970 | Az utolsó Leó (1. magyar szinkron)                 | László                           | Vladek Sheybal           | 1978        |
| 1970 | Egy pillanat szabadság                             | Hadnagy                          | Mihail Mihajlov          | 1973        |
| 1970 | Halálos tévedés                                    | N/A                              | N/A                      | 1970        |
| 1970 | Mesélő körhinta                                    | Szmicskov                        | Vlagyimir Baszov         | 1973        |
| 1971 | A munkásosztály a paradicsomba megy                | N/A                              | N/A                      | 1973        |
| 1971 | Vakmerőség                                         | Hitler                           | Sztanyiszlav Sztankevics | 1974        |
| 1975 | Akasztani való bolond nő                           | Thompson                         | Tomás Milián             | 1977        |
| 1976 | A vihar fia (2. magyar szinkron)                   | Tom Kingsley                     | Peter Cummins            | 1986        |
| 1979 | Sárgadzsekisek                                     | N/A                              | N/A                      | 1982        |
| 1981 | Pereputty                                          | Vovcsik                          | Ivan Bortnyik            | 1984        |
| 1985 | Ernst Thälmann                                     | Hitler                           | Jürgen Reuter            | 1986        |

### Sorozatok
| Év   | Cím               | Szereplő    | Színész      | Szinkron év |
| ---- | ----------------- | ----------- | ------------ | ----------- |
| 1965 | A rózsák háborúja | Clarence    | Charles Kay  | 1970        |
| 1967 | A Forsyte Saga    | Butterfield | Donald Gee   | 1970        |
| 1973 | Álarcban I-IV.    | Cliff       | Hannjo Hasse | 1976        |
| 1976 | Álarcban I-IV.    | Cliff       | Hannjo Hasse | 1976        |

## Díjai

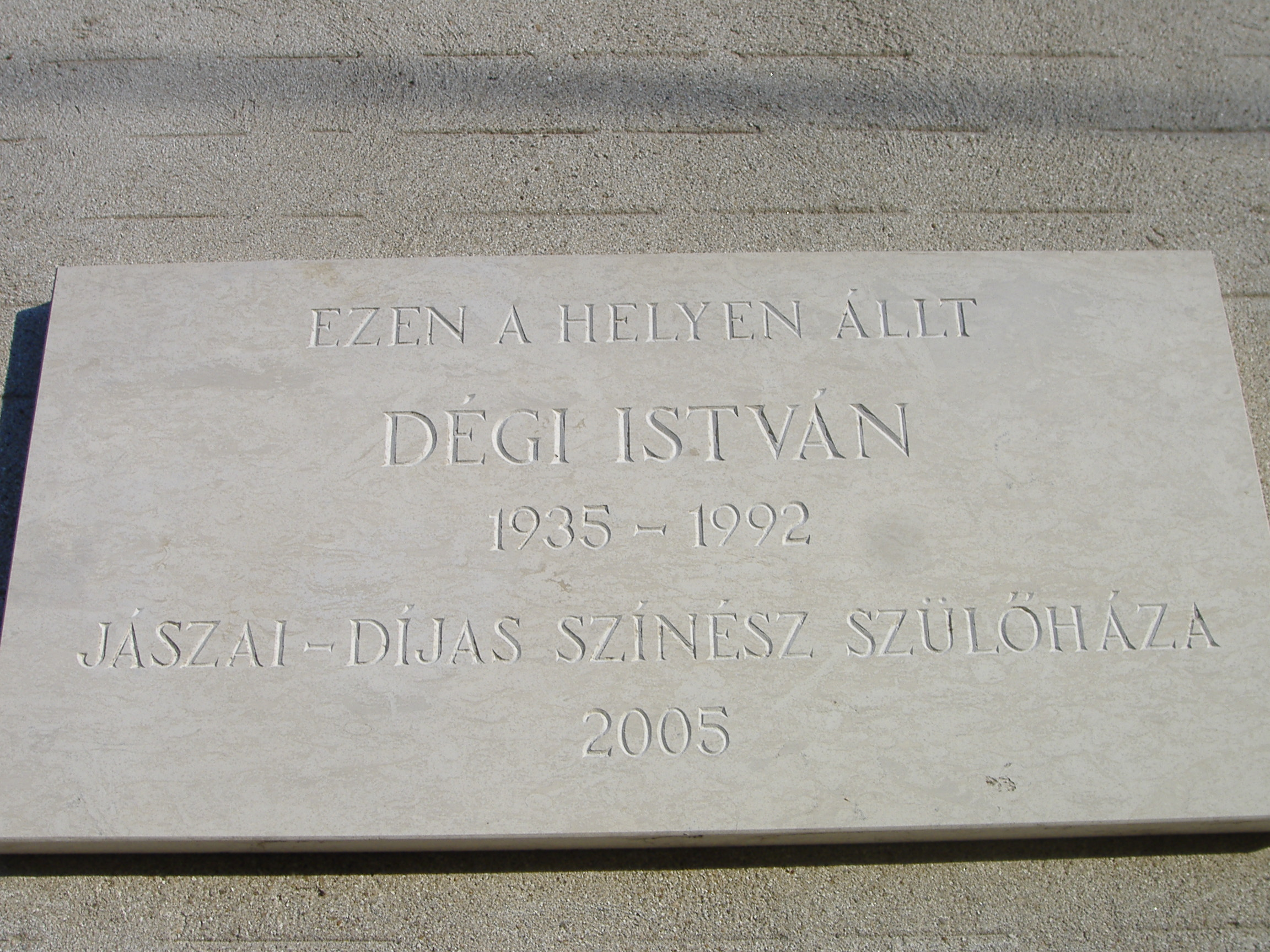
Dégi István emléktáblája Makón

- Jászai Mari-díj (1964, 1976)